# Orion (osservatori)
Orion 1 e Orion 2 furono due osservatori astronomici installati su navicelle spaziali con equipaggio umano lanciate dall'URSS negli anni settanta. 

## Orion 1
L'osservatorio spaziale Orion 1 fu installato sulla stazione spaziale Salyut 1. Fu progettato dall'astronomo armeno Grigor Gurzadyan dell'osservatorio di Byurakan e fu adoperato nel giugno 1971 dal cosmonauta Viktor Ivanovič Pacaev, che divenne così il primo uomo ad usare un telescopio fuori dall'atmosfera terrestre. Lo strumento usato era un telescopio riflettore con lo specchio primario di 280 mm di diametro e la lunghezza focale di 1400 mm. Con le osservazioni furono ottenute immagini spettroscopiche delle stelle Vega e Beta Centauri nelle lunghezze d'onda comprese tra 2000 e 3800 Å, cioè nell'ultravioletto.

## Orion 2
L'osservatorio Orion 2 fu installato sulla navicella spaziale Sojuz 13, appositamente modificata per divenire il primo osservatori spaziale gestito dall'uomo. Anche quest'osservatorio fu progettato dall'astronomo Grigor Gurzadyan, che allora si trova al laboratorio spaziale di Garni. Fu adoperato nel dicembre 1973 dal cosmonauta Valentin Lebedev. Lo strumento usato era un telescopio riflettore con uno schema ottico Maksutov-Cassegrain; lo specchio primario aveva un diametro di 300 mm ed una lunghezza focale di 1000 mm. Con le osservazioni furono ottenute immagini spettroscopiche nell'ultravioletto di migliaia di stelle fino alla 13ª magnitudine. Venne anche ottenuta la prima immagine spettrografica nell'ultravioletto da satellite della nebulosa planetaria IC 2149 che rivelò linee spettrali di alluminio e titanio, elementi mai osservati in precedenza in una nebulosa planetaria. Nella stessa nebulosa fu rilevata anche un'emissione a due fotoni, oltre a un notevole ammasso stellare nella costellazione dell'Auriga.